# セルジオ・ドゥダ
セルジオ・ドゥダ（Sergio Duda, 1980年6月27日 - ）は、ポルトガル・ポルト出身の元サッカー選手。元ポルトガル代表である。現役時代のポジションはミッドフィールダー、ディフェンダー。

## クラブ経歴
ヴィトーリアSCの下部組織で育ったが、トップチームでは公式戦1試合にも出場することなく、1999年にスペインのカディスCFに移籍した。2001年にはプリメーラ・ディビシオン（1部）のマラガCFに完全移籍し、2001-02シーズンにはリーグ戦で10位となり、2002年にはUEFAカップに出場した。2002-03シーズンはセグンダ・ディビシオン（2部）のレバンテUDにレンタル移籍した。2005-06シーズン中には契約問題でクラブと揉め、ほとんど活躍できなかったばかりか、クラブはセグンダ・ディビシオン降格となった。2006年夏、同じアンダルシア州のクラブであるセビージャFCに移籍した。同時期にはアントニオ・プエルタが死去するという出来事があった。2007-08シーズンは主にディエゴ・カペルの控えとして起用された。カペルがレギュラーの座を確固たるものとしており、2008年8月にはマラガCFにレンタル移籍した。2008-09シーズンはマラガCFの攻撃の重要な要素となり、UEFAカップ出場権獲得にあと一歩まで迫った。同じポルトガル人のエリセウと両サイドハーフのコンビを組むこともしばしばあった。
2009年夏にはクラブとの間で激しいやり取りがあったが、結局マラガCFと4年契約を結んで完全移籍した。2009-10シーズンはセグンダ・ディビシオン降格の危機にさらされたが、チーム内得点王となる活躍でプリメーラ・ディビシオン残留を助けた。
2010年5月17日のレアル・マドリード戦 (1-1) ではリーグ優勝の渦中にいた相手から先制点を挙げるが、試合終盤にシャビ・アロンソに肘打ちを見舞って退場し、メディアを賑わせた。2010 FIFAワールドカップ期間中に負傷し、手術したために2010-11シーズン序盤戦は欠場した。2010年11月21日のデポルティーボ・ラ・コルーニャ戦 (0-3) で復帰し、60分間プレーした。2011年1月29日、レアル・サラゴサ戦 (1-2) でプリメーラ・ディビシオン通算200試合出場を達成した。2017年5月、レアル・マドリード戦を最後に現役を引退した。

## 代表経歴
2007年にポルトガル代表デビューし、2008年8月20日、5-0で大勝したフェロー諸島との親善試合で代表初得点を挙げた。2010 FIFAワールドカップ・ヨーロッパ予選では左サイドバックの控えとして起用され、2010 FIFAワールドカップ本大会メンバーにも選出された。グループリーグの北朝鮮戦 (7-0) では残り20分の段階で途中出場し、リエジソンの得点をアシストした。ブラジル戦には先発出場したが、0-0の引き分けに終わった。

## プレースタイル
左足でのプレースキックを得意としている。2001-02シーズンは1点を、2004-05シーズンは2点を、2005-06シーズンは3点を、2008-09シーズンは1点を、2010-11シーズンは2点を直接フリーキックから決めている。
2005年9月25日のRCDマジョルカ戦 (4-1) では1試合で2本の直接フリーキックを決めた。2010年5月5日のアスレティック・ビルバオ戦 (1-1) ではコーナーキックを直接決めた。2011年1月18日のFCバルセロナ戦 (1-4) では、結果的に2010-11シーズンの最少失点（20失点）の称号を手にする相手からフリーキックで得点を奪った。

## 代表歴

### 出場大会
- ポルトガル代表
  - 2010 FIFAワールドカップ

### 試合数
- 国際Aマッチ 18試合 1得点（2007年-2010年）[16]

| ポルトガル代表 | 国際Aマッチ | 国際Aマッチ |
| 年             | 出場        | 得点        |
| -------------- | ----------- | ----------- |
| 2007           | 2           | 0           |
| 2008           | 1           | 1           |
| 2009           | 10          | 0           |
| 2010           | 5           | 0           |
| 通算           | 18          | 1           |

### 得点
| # | 日時          | 場所       | 対戦相手     | スコア | 最終結果 | 大会     |
| - | ------------- | ---------- | ------------ | ------ | -------- | -------- |
| 1 | 2008年8月20日 | アヴェイロ | フェロー諸島 | 3-0    | 5-0      | 親善試合 |

## タイトル

### クラブ
セビージャFC
- UEFAインタートトカップ : 2002
- UEFAスーパーカップ : 2006
- UEFAカップ : 2006-07
- コパ・デル・レイ : 2006-07
- スーペルコパ・デ・エスパーニャ : 2007

### 代表
U-19ポルトガル代表
- UEFA U-19欧州選手権 : 1999